# Stoermeriana versicolora
Stoermeriana versicolora is een vlinder uit de familie spinners (Lasiocampidae). De wetenschappelijke naam van deze soort is voor het eerst geldig gepubliceerd in 2008 door Kühne.
De soort komt voor in tropisch Afrika.